# Cú muỗi mỏ quặp Hodgson
Cú muỗi mỏ quặp (tên khoa học: Batrachostomus hodgsoni) là một loài chim trong họ Podargidae.

## Mô tả
Chim đực: Mặt lưng hung nâu thẫm có vằn hẹp màu đen nhạt. Đỉnh đầu có vạch và vằn dày nâu đen; gáy hung nâu hơi nhạt tạo thành vòng cổ không rõ. Trước mắt và dải lông mày hung nâu nhạt lẫn đen. Lưng và bao cánh có những vệt đen nhỏ, các vệt ở cánh có viền hung nâu nhạt. Lông vai và các lông cánh thứ cấp trong cùng có vệt trắng hơi phớt hung lớn có lấm tấm nâu. Lông cánh sơ cấp nâu có vằn ngang hung nâu nhạt ở phiến lông ngoài, mút lông có lằn vằn. Lông đuôi có vằn lượn sóng đen, nâu và hung nâu không đều. Cằm và họng hung nâu lẫn đen nhạt. Phần còn lại của mặt bụng lấm tấm và lằn vằn hung nâu, đen và trắng nhạt, ở ngực có vằn ngang đen và hung nâu khá rõ.
Chim cái: Bộ lông hoàn toàn màu hung nâu, mặt lưng hơi thẫm và tươi mặt bụng hơi nhạt. Trước mắt và dải lông trên mắt màu hung nâu lẫn trắng nhạt. Một vòng ở gáy khá rõ màu trắng có vằn đen. Lông vai có chấm trắng và viền đen ở mép ngoài. Lông đuôi hung nâu thẫm với hai giải kép, mảnh màu đen nhạt. Ngang qua ngực có một dải lông trắng viền đen, một dải thứ hai chạy qua phần dưới ngực và một dải khác từ ngực đến sườn. Mắt nâu nhạt hay thẫm. Mỏ nâu hồng nhạt, mút mỏ và sống, mỏ hơi thẫm hơn. Chân nâu hồng.
Kích thước: Cánh 280 - 317; đuôi 205 - 225; giò 21 - 22; mỏ 10 - 11mm. Khối lượng: 51 gram.

## Phân bố
Cú muỗi mỏ quặp phân bố ở Axam, Miến Điện, Đông nam Thái Lan, Nam Đông Dương và Mã Lai.